# سیارک ۹۷۰۸
سیارک ۹۷۰۸ (به انگلیسی: 9708 Gouka، نامگذاری:4140T-3) نه هزار و هفتصد و هشتمین سیارک کشف شده‌است که در ۱۶ اکتبر ۱۹۷۷ کشف شد.
قدر مطلق سیارک برابر ۱۵.۵ است.